# Stephanollona pulchra
Stephanollona pulchra is een mosdiertjessoort uit de familie van de Phidoloporidae. De wetenschappelijke naam van de soort is voor het eerst geldig gepubliceerd in 1891 door MacGillivray.